# Avenida Miguel Laurencena
La Avenida Miguel Laurencena es una importante arteria de la ciudad de Paraná, Entre Ríos, Argentina, tiene doble sentido en toda su extensión oeste-este y acompaña su trazado con toda la costanera norte de la ciudad.
Un balcón al río donde la gente recorre por placer o hace ejercicio, ya sea andando en bicicleta, corriendo o simplemente caminando. En esta parte del sitio también se encuentran las playas de los clubes Estudiantes, Rowing y el Balneario Municipal.
La avenida posee dos carriles doble mano con separadores de líneas amarillas, blancas intermitentes y en determinadas partes una bicivía. Inicia al oeste de la ciudad entre calle Nicaragua y la Plaza Petit Pisant hasta el este cuando finaliza en Avda. Francisco Ramírez.
Históricamente, tuvo un rol importante como atractivo turístico y de paso en el transporte urbano. Esto se debe, a que la mayoría que ingresa o egresa a través del Túnel Subfluvial hacia el centro cívico-comercial y viceversa, la utiliza como camino o trazada principal. 

## Historia
El trazado principal se remonta a mediados de s.XIX y principios del s.XX; ya que en la ribera del río se emplazaba el moderno puerto comercial (hoy en día Avda. Estrada y Avda. Laurencena).
Posteriormente, a principios de 1930, luego de muchos taludes, de ganarle espacio al río, de nivelar y aplanar tierra con herramientas y máquinas rudimentarias, se construye la moderna costanera que acompañaría la posterior construcción del Parque Urquiza.
Durante estos años se vería gran movimiento comercial e industrial, con la concreción del Parque y la Costanera entre 1934 y 1938, el puerto nuevo, la ya instalada Fábrica Coceramic, la recientemente inaugurada Fábrica de Cemento Portland (sobre Avda. Estrada), la cercana Fábrica de Fósforos y la llegada del tranvía como medio de transporte que conectaba hasta la zona de Mercados Centrales y Corrales.
Medio siglo más tarde, entre 1994 y 1999, surgieron y se propusieron muchos proyectos para una puesta en valor, modernización urbana y turística.

## Puntos de Interés
de oeste a este
- Parque de Skate y BMX
- Plaza "Le Petit Pisant"
- ingreso Club de Pescadores y Náutico
- Playa y restó bar Club Atlético Estudiantes
- Escuela de SUP - surf de remo
- Balneario Municipal
- Parque Canino
- Baños de acceso público
- Sede y playas del Paraná Rowing Club
- Fuente homenaje a "Juan L. Ortíz"
- cervecería Plaza Gambrinus
- Escuela Integral de Aerobismo
- oficina de Información Turística Municipal
- "Mi Punto Solar - ENERSA" - punto de carga USB
- Plaza de las Colectividades
- Monumento a los "Caídos en la Guerra de Malvinas"
- Sede Club A. Talleres Ministerio Obras Públicas
- Plaza de las Provincias
- intersección con Bvard. Martín Miguel de Güemes
- estación de servicios "Shell" esq. Simón Bolivar
- Plaza Italia
- Escuela N° 96 "Jose Manuel Estrada"
- intersección con Avda. Fco. Ramírez - inicio de numeración

## Transporte
Si bien muchas líneas de colectivos la han transitado entre 1936 y 2015, diferentes movimientos de tierras que hacían peligrar la estabilidad y por cuestiones turísticas ha sido descongestionada del transporte urbano.
La que cubrió la avenida en toda su extensión fue la Línea 1, que iba desde el Tiro Federal/Avda. Churruarín hasta el Balneario Thompson, transitando todo el Parque Urquiza y la costanera. Otra de las líneas que tuvo paso por ella, fue la Línea 5 que iba hasta la antigua Fábrica Llave (Bajada Grande) por Avda. Estrada.
A principios del nuevo milenio, otras lineas como la 6, la 15 y la 20 extendieron su recorrido o la transitaron hasta mediados de 2011, cuando finalmente se retiraron de la zona.